# کمپتون‌ویل (کالیفرنیا)
کمپتون‌ویل (به انگلیسی: Camptonville) یک منطقهٔ مسکونی در ایالات متحده آمریکا است که در شهرستان یوبا، کالیفرنیا واقع شده‌است. کمپتون‌ویل ۲٫۲۶۳ کیلومتر مربع مساحت و ۱۵۸ نفر جمعیت دارد و ۸۶۱ متر بالاتر از سطح دریا واقع شده‌است.